# Les Portes du Coglais
Les Portes du Coglais is een gemeente in het Franse departement Ille-et-Vilaine (regio Bretagne). De plaats maakt deel uit van het arrondissement Fougères-Vitré. Les Portes du Coglais is op 1 januari 2017 ontstaan door de fusie van de gemeenten Coglès, La Selle-en-Coglès en Montours. De gemeente telde 2.235 inwoners op 1 januari 2022.

## Geografie
De oppervlakte van Les Portes du Coglais bedroeg op 1 januari 2022 40,71 vierkante kilometer; de bevolkingsdichtheid was toen 54,9 inwoners per km².

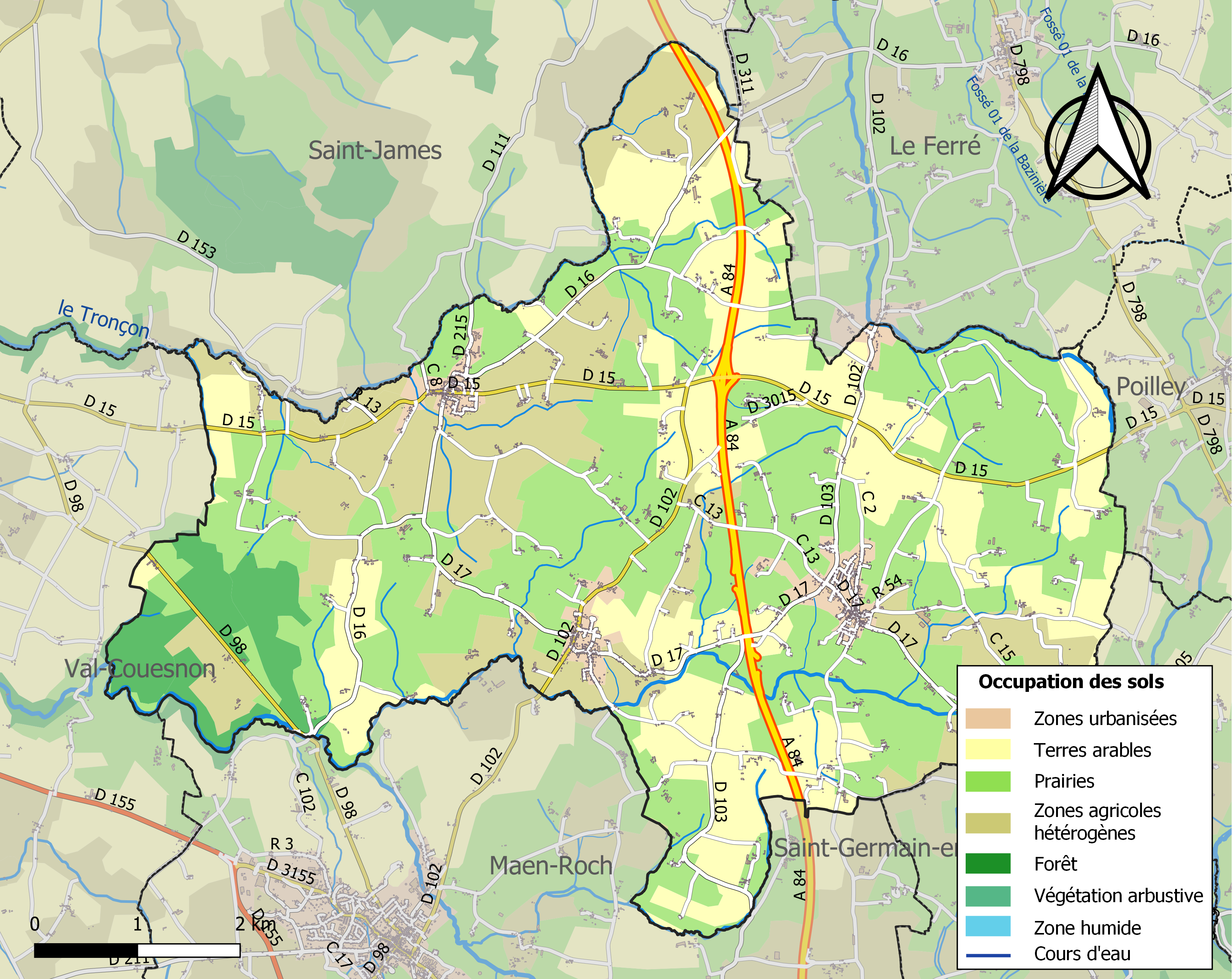
Kaart van de gemeente met belangrijkste infrastructuur, bodemgebruik en omliggende gemeenten